# Caloptilia illicii
Caloptilia illicii är en fjärilsart som beskrevs av Tosio Kumata 1966. Caloptilia illicii ingår i släktet Caloptilia och familjen styltmalar. Inga underarter finns listade i Catalogue of Life.